# Dorothea Binz
Compléments
Arrêtée en mai 1945, inculpée, jugée, condamnée à mort et pendue à Hamelin
Dorothea « Thea » Binz, née le 16 mars 1920 à Försterei Dusterlake et morte le 2 mai 1947 à Hamelin, est une responsable SS au camp de concentration nazi de Ravensbrück dirigé par Fritz Suhren, condamnée à mort comme criminelle de guerre et exécutée.

## Biographie
Fille de forestier du hameau d'Altglobsow près de Fürstenberg, à cinq kilomètres de la ville de Ravensbrück, elle rejoint à 10 ans la Bund Deutscher Mädel (Ligue des jeunes filles allemandes), la branche féminine des Jeunesses hitlériennes. Peu éduquée, elle quitte l'école à cause de la tuberculose à l'âge de 15 ans en 1935. 
Elle est considérée comme très influencée par la propagande nazie.
Binz s'engage dans la SS à 19 ans. Elle a d'abord le grade d'Aufseherin avant d'être promue Stellvertretende Oberaufseherin. Binz est décrite comme étant cruelle et dépravée, à l'exemple de ses aînées Maria Mandl et Emma Zimmer. Selon Edith Sparmann, une détenue tchèque d'origine allemande qui travaillait au salon de coiffure du camp, « Binz passait son temps à hurler, mais au salon, elle ne nous engueulait pas ».
En août 1943, elle est nommée commandant en chef des gardiennes (Stellvertretende Oberaufseherin), responsable de l'entrainement des nouvelles venues. Une de ses élèves est Ruth Neudeck. Pendant la guerre, elle entretient une relation avec Edmund Bräuning, un officier SS du camp, jusqu'au transfert de celui-ci vers Buchenwald en 1944.

### Arrestation et procès
Capturée par l'armée britannique à Hambourg, elle est déférée au procès de Ravensbrück et condamnée à mort par pendaison. Elle est exécutée le 2 mai 1947 à 9 h 01, cagoulée et cravatée par le bourreau anglais Albert Pierrepoint à la prison de  Hamelin. Ses complices à Ravensbrück, le chef du camp Fritz Suhren, et le responsable de la main d'œuvre et du triage Hans Pflaum, sont condamnés comme criminels de guerre par les Français et exécutés en 1950.

## Autres criminelles exécutées à l'ouest
- Vera Salvequart : 26 juin 1947 ;
- Greta Bösel : 2 mai 1947 ;
- Irma Grese : 13 décembre 1945 ;
- Elisabeth Volkenrath : 13 décembre 1945 ;
- Ruth Neudeck : 29 juillet 1948 ;
- Juana Bormann : 13 décembre 1945.